# توبرکلیر
توبرکلیر (به انگلیسی: Tubberclare) یک منطقهٔ مسکونی در ایرلند است که در County Westmeath واقع شده‌است.

## خصوصیات
توبرکلیر ۸۰ متر بالاتر از سطح دریا واقع شده‌است.